# Jan Retelsdorf
Jan Retelsdorf (* 1979 in Lübeck) ist ein deutscher Psychologe.

## Leben
Nach dem Studium (1999–2006) der Psychologie an der Universität Bielefeld erwarb er 2006 das Diplom in Psychologie in Bielefeld, die Promotion 2009 in Psychologie an der Christian-Albrechts-Universität zu Kiel und 2014 die positive Zwischenevaluation der Juniorprofessur in Kiel. Seit 2017 ist er Professor für Erziehungswissenschaft unter besonderer Berücksichtigung der Psychologie des Lernens und Lehrens an der Universität Hamburg. Er ist Mitherausgeber der Zeitschrift Learning and Instruction.
Seine Forschungsschwerpunkte sind sprachliche Kompetenzen von Schülerinnen und Schülern, insbesondere Textverständnis in den Naturwissenschaften und Lesemotivation, Stereotype, Urteile und Erwartungen von Lehrkräften, Motivation und Selbstregulation in Lern- und Leistungssituationen und individuelle und institutionelle Determinanten von Schul- und Ausbildungserfolg.

## Schriften (Auswahl)
- mit Friederike Zimmermann, Anna Südkamp und Olaf Köller (Hrsg.): Im Blickpunkt pädagogisch-psychologischer Forschung: selbstbezogene Kognitionen, sprachliche Kompetenzen und Professionalisierung von Lehrkräften. Festschrift für Jens Möller. Münster 2017, ISBN 3-8309-3680-X.